# Angel no oka
Angel no oka (jap. エンゼルの丘 Enzeru no oka) – manga autorstwa Osamu Tezuki, publikowana na łamach magazynu „Nakayoshi” wydawnictwa Kōdansha od stycznia 1960 do grudnia 1961.

## Fabuła
Historia opowiada o tajemniczym miejscu zwanym Wyspą Aniołów, które znajduje się gdzieś na morzach oceanu. Wyspa zamieszkała jest przez gatunek syren, które mają ludzką postać i potrafią żyć zarówno w morzu, jak i na lądzie. Luna jest księżniczką syren z Wyspy Aniołów, jednak zostaje wygnana za złamanie pewnych zasad. W ramach kary zostaje zamknięta w muszli morskiej i puszczona na morze.
Będąc zdana na łaskę fal, Luna zostaje uratowana z muszli przez przepływający statek. Niestety, ludzie ze statku sprzedają ją w niewolę, a okrutne traktowanie sprawia, że Luna traci pamięć. Eiji Kusahara, syn zamożnej japońskiej rodziny, odnajduje Lunę i ratuje ją z niewoli, zabierając do swojego domu. Tam Luna poznaje młodszą siostrę Eijiego, Akemi, która wygląda niemal identycznie jak ona. Później okazuje się, że Akemi potrafi przemieniać się w syrenę tak jak Luna – jedynie za sprawą swojej woli.
Niedługo potem syreny z Wyspy Aniołów przybywają i porywają Eijiego oraz Akemi, zabierając ich z powrotem na wyspę. Na miejscu podstępna i złowroga Pyoma planuje złożyć Akemi w ofierze. Tymczasem Eiji spotyka Soleiu, starszą siostrę Luny. Wspólnie odkrywają mroczne sekrety skrywane przez Wyspę Aniołów.

## Bohaterowie
- Luna – księżniczka syren, która zostaje wygnana za złamanie zasad Wyspy Aniołów.
- Akemi Kusahara – młodsza siostra Eijiego Kusahary, która wygląda dokładnie tak samo jak Luna.
- Eiji Kusahara – syn zamożnej rodziny Kusahara, który ratuje Lunę przed okrutnym losem niewolnicy.
- Soleiu – starsza siostra Luny.
- Pyoma – nikczemna kobieta, która chce, aby jej syn, Pirene, został królem Wyspy Aniołów.